# エスタド・ノヴォ

ポルトガル共和国
República Portuguesa (ポルトガル語)

国の標語: Deus, Pátria e Família（ポルトガル語）
神、祖国、そして家族国歌: A Portuguesa（ポルトガル語）
ポルトガルの歌

ポルトガル共和国とその領土（20世紀）

| 先代                       | 次代 |
| -------------------------- | --- |
| ディタドゥーラ・ナシオナル | ポルトガル第三共和政 アンゴラ人民共和国 モザンビーク人民共和国 マカオ インド サントメ・プリンシペ ギニアビサウ カーボベルデ |
エスタド・ノヴォ（葡: Estado Novo）は、1933年から1974年にかけてポルトガルに存在した保守権威主義的な長期独裁政権である。ヨーロッパ最長の独裁体制だったとされる。正式な国名は現在の政体と同じくポルトガル共和国（República Portuguesa）であり、第二共和政とも呼ばれる。エスタド・ノヴォとはポルトガル語で「新（しい）国家」の意味で、発音は「イシュタドゥ・ノヴ」に近い。
共産主義・社会主義・サンディカリズム・アナキズム・自由主義・反植民地主義に反対し、政権は本質的に保守主義・コーポラティズム・ナショナリズムを志向し、ポルトガルの伝統的なカトリシズムを擁護した。その政策は、アンゴラ、モザンビーク、その他のポルトガル領土をポルトガル自体の延長として、ルゾ・トロピカリズモ（ポルトガル熱帯主義）の教義の下で多大陸国家としてポルトガルを永続させることを想定していた。アフリカとアジアの領土における海外社会への文明と安定の源。エスタド・ノヴォのもとで、ポルトガルは総面積2,168,071平方キロメートル（837,097平方マイル）の広大な何世紀にもわたるポルトガル海上帝国を永続させようとしたが、その一方で他の旧宗主国はこの時までに世界的な自決の呼びかけにほぼ同意していた。
ポルトガルは1955年に国際連合（UN）に加盟し、 NATO（1949年）、OECD（1961年）、およびEFTA（1960年）の創設メンバーであった。1968年、高齢で衰弱したサラザールの後任としてマルセロ・カエターノが首相に任命された。彼はヨーロッパとの経済統合と国内のより高いレベルの経済自由化に向けた道を切り開き続け、 1972 年に欧州経済共同体（EEC）との重要な自由貿易協定の署名を達成した。
1950年から1970年にサラザールが亡くなるまで、ポルトガルでは一人当たりGDPが年平均5.7パーセントで増加した。目覚ましい経済成長と経済の収束にもかかわらず、1974年のエスタド・ノヴォ崩壊までに、ポルトガルは依然として一人当たりの所得と識字率が西ヨーロッパで最低であった（ただし、これは崩壊後も同様であり、現在まで続いている）。1974年4月25日、リスボンのカーネーション革命、左翼ポルトガル軍将校からなる国軍運動が組織した軍事クーデターがエスタド・ノヴォの終結につながった。

## 概要
エスタド・ノヴォはファシズム指向を持った父権的干渉主義政権である。1932年から1968年にかけ政権の座にあったアントニオ・サラザール首相によって発展した。暴力を前面に押し出して支配しようとするスペインのフランコやイタリアのムッソリーニのファシスト政権よりも緩やかな支配を目標とした。
サラザール政権はポルトガル国民にナショナリズムとカトリックの価値観を強要した。サラザール自身は熱心なカトリック教徒であり、敬虔な信者である国民とポルトガルの国土を守るために経済の先進化が必要であると考えていた。そのため全ての教育政策はポルトガルと海外植民地の高揚を志向した。

## 誕生
ポルトガルは1910年に君主制が倒れてから第一共和政に移行したが、16年間で8人が大統領となるなど国内は混乱状態にあり、軍部のクーデターが国民の支持を得る状態にあった。
第一共和政の終焉を主導したマヌエル・ゴメス・ダ・コスタ将軍がわずか1ヶ月で権力を喪失すると、1926年7月にアントニオ・オスカル・カルモナ将軍が政権を掌握し、11月に大統領に就任、翌年3月には国民投票により信任された。アントニオ・サラザールはダ・コスタ将軍からの大蔵大臣へ招致されたものの数日で辞任し隠遁していたが、大統領となったカルモナに蔵相として再び招致され、その手腕により経済を再建した。
その後、世界恐慌の中1932年には首相に就任し蔵相を兼任した。翌年の1933年に新憲法を制定し、エスタド・ノヴォの成立が宣言された。これによりカルモナ大統領の実権は失われ、サラザールの独裁体制が確立された。その後1951年にカルモナ大統領が死亡するとサラザールは選挙期間中一時的に大統領を兼務し、クラヴェイロ・ロペスを大統領に擁立した。

## 政策
サラザールの統治下で、交通網など新たなインフラが整備された。
教育政策は、初等教育の大幅拡大と高等教育の削減という二面的なものであった。サラザールは教育が人々の潜在的な保守的精神と宗教的価値観（カトリック教会への信仰）を破壊すると考え、ごく少数の政権関係者のみに高等教育を奨励した。農村部でも初等教育が施行された結果、識字率は欧州で最高の水準となった。
エスタド・ノヴォは、国家の父権的管理の下で新たなエリート層の育成を阻み、資本主義における寡占状態を擁護する、イタリア・ファシズム型の統制経済を取った。サラザールは1938年に日独伊防共協定（反コミンテルン協定）に署名することは拒絶したが、ポルトガル共産党は弾圧された。政党は国家連合党（Unido Nacional）のみが合法とされ、一党独裁政治が行われた。
更にファシズム思想の普及を図るために、イタリアの黒シャツ隊を模倣した国民軍団（Legião Nacional）と、既存のボーイスカウトに代わりヒトラーユーゲントを模倣した組織であるポルトガル青年団（Mocidade Portuguesa）などの組織を設立した。これらの2つの組織は、国家の支援の元で青少年に軍隊式の生活を課した。
ポルトガルは19世紀に、死刑を廃止した最初の国であるが、反体制派を弾圧するために秘密警察PIDE（Polícia Internacional e de Defesa do Estado、「国家防衛国際警察」の意）を保持した。
ポルトガルはこのような独裁政権であったが、第二次世界大戦を中立、後に連合国寄りに立つ外交政策によって切り抜け、1940年代～1950年代には特に、第二次世界大戦から復興しようとするヨーロッパ諸国に資材を売りつける事で高度経済成長を遂げた。
しかし、1960年代にはヨーロッパの復興も一段落し、特需の終わったポルトガルは深刻な経済の遅れを耐える必要に迫られた。与党の中では自由主義経済に移行すべきだと主張する人々も表れた。彼らは隣国スペインが経済の自由化によって同様な状況から脱出し得たと主張した。当のスペインの場合、首脳部が「農業国の工業化が共産主義者に活気を与え、世論が左翼化し、政権やイデオロギーを不安定にする」との危惧を振り払って工業化を推し進めたことで、経済の復興を成し遂げる事ができた。しかしながらイタリア・ファシズム型の経済統制を取るポルトガルは急進的な工業化による新たな階級の出現を容認できず、その結果経済政策の転換は遅れた。

## 終焉
エスタド・ノヴォの終焉は1960年代の植民地での暴動から始まった。インド亜大陸の植民地（ゴア、ダマン、ディーウ）は、1947年の独立直後からインドが返還を要求していたが、最終的にインドは武力での奪還を決意。1961年12月18日にインド軍がポルトガル植民地に侵攻、現地のポルトガル軍は翌19日に降伏した（ゴア併合）。単独での防衛は不可能と見たポルトガルは加盟していたNATOに共同防衛を求めたが具体的な動きはなかった。また、国連安保理にもアメリカ・イギリスの支援を仰いだが、ソ連が拒否権を発動するなど反対したため効果はなかった。
そしてアンゴラ、モザンビーク、ギニアビサウなどの植民地の独立を、各々の陣営の勢力範囲を拡張しようとする東西両陣営が支援した。1961年以降ポルトガルの植民地戦争はベトナム戦争と同じように激化し、大勢の人々を虐殺し、第二共和政の評価を台無しにしてしまった。
1966年にはマカオで史上最大の暴動である一二・三事件が起きて軍事恫喝してきた中華人民共和国の要求を全面的に受け入れ、「マカオの王」「マカオの影の総督」と呼ばれた有力実業家の何賢がポルトガル政府と友好的な関係を持ったことから当時の他のポルトガル植民地とは対照的に政情は安定することとなった。
ポルトガル側はアフリカの植民地での優勢を維持することは出来たが、ソビエト連邦やキューバに支援された共産ゲリラに苦戦し、国軍の損害は増すばかりだった。1950年代から1960年代にかけて、アンゴラの安価な石油とポルトガル人の安価な労働力、及び外国資本の導入による重工業化政策は多少なりとも成功したが、その間にも植民地戦争による莫大な軍事費は財政を圧迫し経済状況は悪化、徴兵制や低水準の賃金から逃れるために多くのポルトガル人がフランスやルクセンブルクなどの先進国に移住した。結果としてポルトガルは西ヨーロッパ最貧国と呼ばれるまでに転落した。
1968年、サラザールの事故による引退と共に後継のマルセロ・カエターノ首相は当初漸進的に民主化を進めようとしたが、すぐにエスタド・ノヴォ体制を解体する意思がないことを行動で表し、植民地戦争を継続した。そのため、1974年4月25日、国軍運動(MFA)の左派将校らによって発生した無血軍事クーデター・カーネーション革命によりエスタド・ノヴォ体制は崩壊した。これにより植民地戦争は終結し民主化が進められたが、成立した臨時政府内では各派閥による熾烈な派閥闘争が繰り広げられ、1976年にようやく革命が終結した。